# تاریخ مذکر
تاریخ مذکر: رساله‌ای پیرامون علل تشتت فرهنگی در ایران کتابی از رضا براهنی است که در سال ۱۳۴۸ نوشته شد. 

## انتشار
در سال ۱۳۴۸ که کتاب نوشته شد، انتشارات پیام تلاش کرد آن را منتشر کند، اما به‌دلیل مطالب خاصی که شامل انتقاد از اوضاع ایران در بخش آخر کتاب بود، رهایش کرد. در سال ۱۳۵۱، غلامرضا امامی، برای انتشار این کتاب قراردادی با براهنی بست. چهل‌پنجاه صفحه ابتدایی کتاب حذف شد چند ماه تلاش کردند تا توانستند از وزارت فرهنگ اجازه چاپ بگیرند. البته بعداً بخش آخر را در چاپخانه به کتاب اضافه کردند و کتابی شامل ۱۱۰ صفحه منتشر کردند.
همچنین این کتاب را نشر اول با زیرعنوان «فرهنگ حاکم و فرهنگ محکوم» در سال ۱۳۶۳ منتشر کرد.
چند سال بعد ملخّصِ این کتاب به زبانِ انگلیسی در The Crowned Cannibals آمد.